# Louis Koen
Pas d'image ? Cliquez ici

a Compétitions nationales et continentales officielles uniquement.

b Matchs officiels uniquement.
Dernière mise à jour le 10 septembre 2018.
Louis Johannes Koen, né le 7 juillet 1975 au Cap (Afrique du Sud), est un joueur de rugby à XV sud-africain qui évolue au poste de demi d'ouverture (1,80 m et 87 kg).
Il a évolué sous les couleurs de la province sud-africaine de Currie Cup des Lions du Transvaal, des Northern Bulls et compte 15 sélections avec l'équipe d'Afrique du Sud.
Il a signé en 2003 au RC Narbonne avant de repartir en Afrique du Sud pour finir sa carrière et devenir entraîneur pour la province du Boland. Confronté à une avalanche de blessures, sa province lui demande de rechausser les crampons pour un match en septembre 2010, deux ans après son dernier match.

## Carrière de joueur

### En province
- Lions du Transvaal (Afrique du Sud)

### En franchise
- 1998-1999 : Stormers
- 2000-2002 : Cats
- 2003 : Bulls
- 2003-05 : RC Narbonne
- 2007-10 : Boland Cavaliers

### En équipe nationale
Il a effectué son premier test match avec les Springboks le 8 juillet 2000 à l’occasion d’un match contre l'équipe d'Australie.
Il a disputé la coupe du monde 2003 (4 matchs).

## Carrière d'entraîneur
- 2005 et 2006 : Stormers (entraîneur des buteurs)
- depuis 2007 : Boland Cavaliers (entraîneur adjoint)

## Palmarès de joueur

### Avec les Springboks
- 15 sélections
- 23 transformations, 31 pénalités, 2 drops
- 145 points
- Sélections par saison : 1 en 2000, 3 en 2001, 11 en 2003.
- Participation à la coupe du monde 2003 (4 matchs).

### En club et province
- 553 points dans le Super 12